# Olga Taussky-Todd
Olga Taussky-Todd (Olomouc, 30 de agosto de 1906, então Áustria-Hungria — Pasadena, 7 de outubro de 1995) foi uma matemática tcheca naturalizada estadunidense.
Trabalhou inicialmente com teoria algébrica dos números, com doutorado na Universidade de Viena orientada por Philipp Furtwängler. Durante sua estadia em Viena frequentou as reuniões do Círculo de Viena. Mais tarde começou a usar matrizes para analisar vibrações de aeroplanos durante a Segunda Guerra Mundial, no National Physical Laboratory no Reino Unido. Tornou-se assim o grande esteio da teoria matricial.
Em 1938 casou com o matemático John Todd. Imigraram então em 1945 para os Estados Unidos, trabalhando ambos no National Bureau of Standards. Em 1957 foram professores do Instituto de Tecnologia da Califórnia.
Olga foi membro da Associação Americana para o Avanço da Ciência e Noether Lecturer em 1981. Foi orientadora do primeiro doutorado em matemática de uma mulher no Instituto de Tecnologia da Califórnia, Lorraine Foster.

## Publicações selecionadas
- Olga Taussky, "How I became a torchbearer for matrix theory," American Mathematical Monthly. v. 95 (1988) JSTOR 2322895
- Olga Taussky, "A recurring theorem on determinants," Amer. Math. Monthly. 56 (1949) 673-676. JSTOR 2305561
- Olga Taussky, "Generalized commutators of matrices and permutations of factors in a product of three matrices," in Studies in Mathematics and Mechanics presented to Richard von Mises, Academic Press, NY, 1954, p. 67.
- Olga Taussky and John Todd, "Infinite powers of matrices," J. London Math. Soc. 17 (1942) 147-151.
- Olga Taussky, "Matrices C with Cn → 0," J. Algebra, 1 (1954) 5-10.
- Olga Taussky and John Todd, "Matrices with finite period," Proc. Edinburgh Math. Soc. 6 (1939) 128-134. doi:10.1017/S0013091500024627
- Olga Taussky, "On a theorem of Latimer and MacDuffee," Can. J. Math. 1 (1949) 300-302.
- Olga Taussky, "Sums of squares", American Mathematical Monthly. v. 77, 1970